# La fuga dei diamanti
La fuga dei diamanti er en italiensk stumfilm fra 1914 af Augusto Genina.